# Privatisering
Privatisering indebærer overførsel af vare- og tjenesteproduktion fra den offentlige sektor til en privatejet virksomhed. Det modsatte er således nationalisering, hvor staten overtager hidtil private aktiviteter. 
Begrebet blev lanceret af den østrigsk-amerikanske samfundsforsker Peter Drucker i 1950'erne. I sine management-bøger brugte han dog ordet re-privatisering, idet han påpegede, at privat tjenesteproduktion havde været det mest almindelige, og at iveren efter offentligt ejerskab havde været en parentes i historien i midten af 1900-tallet. Drucker begrundede behovet for privatisering med, at det private erhvervsliv var mere effektivt end den offentlige sektor i snart sagt alle former for produktion. Det argument har siden været flittigt brugt.
I sin mest vidtgående form indebærer privatiseringen et salg af en offentlig ejet virksomhed til private. En mindre vidtgående model er, at produktionen af en vare eller tjenesteydelse udlægges til private via udlicitering. Ved udlicitering beholder det offentlige retten til at fastlægge kravene til produktionen, ligesom det offentlige evt. finansierer produktionen.
Privatiseringer og diskussionerne herom har særligt fundet sted siden slutningen af 1970'erne, hvor en række vestlige lande har privatiseret sine statslige virksomheder indenfor bl.a. telefoni, jernbanedrift, anden kollektiv trafik samt forsyning af elektricitet, vand og varme. Efter Østblokkens sammenbrud har privatiseringer også spillet en væsentlig rolle i landenes økonomiske reformer.
Argumentet for privatisering har primært været, at den private ejendomsret vil medføre øget effektivitet og dermed besparelser for den offentlige sektor. Den øgede effektivitet fordrer dog, at det pågældende område er konkurrenceudsat og at der således ikke er tale om et monopol.
Blandt danske virksomheder, der er blevet privatiseret, er GiroBank, Københavns Lufthavne A/S, Datacentralen (det senere CSC) og det daværende Tele Danmark (nu TDC). Sidstnævnte indbragte ved salget af statens aktier den danske stat 31 mia. kr. DONG Energy og TV 2 har været planlagt privatiseret i mange år. 